# Aechmea biflora
Aechmea biflora là một loài thực vật có hoa trong họ Bromeliaceae. Loài này được (L.B.Sm.) L.B.Sm. & M.A.Spencer mô tả khoa học đầu tiên năm 1992.